# Chiesa di Santa Maria Nova (Venezia)
La chiesa di Santa Maria Nova era un edificio religioso della città di Venezia ubicato nel sestiere di Cannaregio in prossimità della chiesa dei Miracoli e demolito nel XIX secolo.

## Storia
La fondazione di una prima chiesa, dedicata a Santa Maria Assunta, risale secondo la tradizione al 971 per volontà della famiglia aquileiese Borselli e vi era annesso un piccolo convento di monache benedettine. Attorno al 1250 la chiesa risulta citata come Santa Maria Nova e alla fine del XIII secolo la chiesa venne elevata a parrocchiale e completamente ricostruita. I lavori del campanile iniziarono solo nel 1498 col finanziamento di Nicolò Morosini; infatti nella Veduta di Venezia di Jacopo de' Barbari del 1500 il campanile appare ancora troncato e privo della cella campanaria. 
La chiesa viene segnalata dal Sabellico come «di notevole vecchiezza» già nel 1502. Difatti nel 1535 parte dell'edificio crollò e si dovette procedere alla sua ricostruzione. All'inizio del XVII secolo fu rinnovato l'altar maggiore. Nel 1630 morì il doge Nicolò Contarini che venne sepolto inquesta chiesa, la tomba però andò dispersa con la chiusura dell'edificio. Nel 1760 l'architetto Giovanni Vettori iniziò i lavori di rifacimento della facciata, rimasta incompiuta, e li finì nel 1778.
Con la riduzione delle parrocchie veneziane prevista nel Decreto portante varj provvedimenti a favore della città di Venezia del 7 dicembre 1807, la parrocchia fu soppressa e aggregata a quella di San Giovanni Grisostomo. La chiesa venne indemaniata e chiusa nel 1808 in fine una volta spogliata degli arredi interni e delle opere d'arte, fu adibita a magazzino. Il campanile venne demolito nel 1839; la chiesa seguì il medesimo destino nel 1852.

## Descrizione
A documentare la struttura della chiesa, oltre alla sua minima rappresentazione nella veduta del De Barbari, restano alcuni disegni del Visentini. Entrambe questa fonti grafiche ci confermano l'impostazione basilicale a tre navate. Dal De Barbari possiamo arguire che il campanile fosse affiancato alla facciata mentre il Visentini ci illustra un interno scandito da pilastri quadrati sopra alti plinti, di un gusto ancora tardivamente legato ai lavori del Codussi o dello Spavento piuttosto che del Sansovino, come improvvidamente riferito dal Corner. La volta a botte continua della navata centrale appare invece inconsueta. L'illuminazione era garantita dalle grandi finestre termali in facciata e nelle absidi laterali accompagnate più in basso da qualche finestra rettangolare e dai ritmati oculi aperti sopra le pareti laterali. Il disegno della facciata ha invece scarsa corrispondenza con gli interni rilevati forse perché realizzato quando questa era ancora in costruzione e quindi obbligato a rappresentare modifiche, o ipotesi di modifica, ancora in corso di realizzazione.

Soltanto una capricciosa vedute del Bellotto ci conferma l'orientamento della chiesa con l'abside rivolto tradizionalmente a levante.

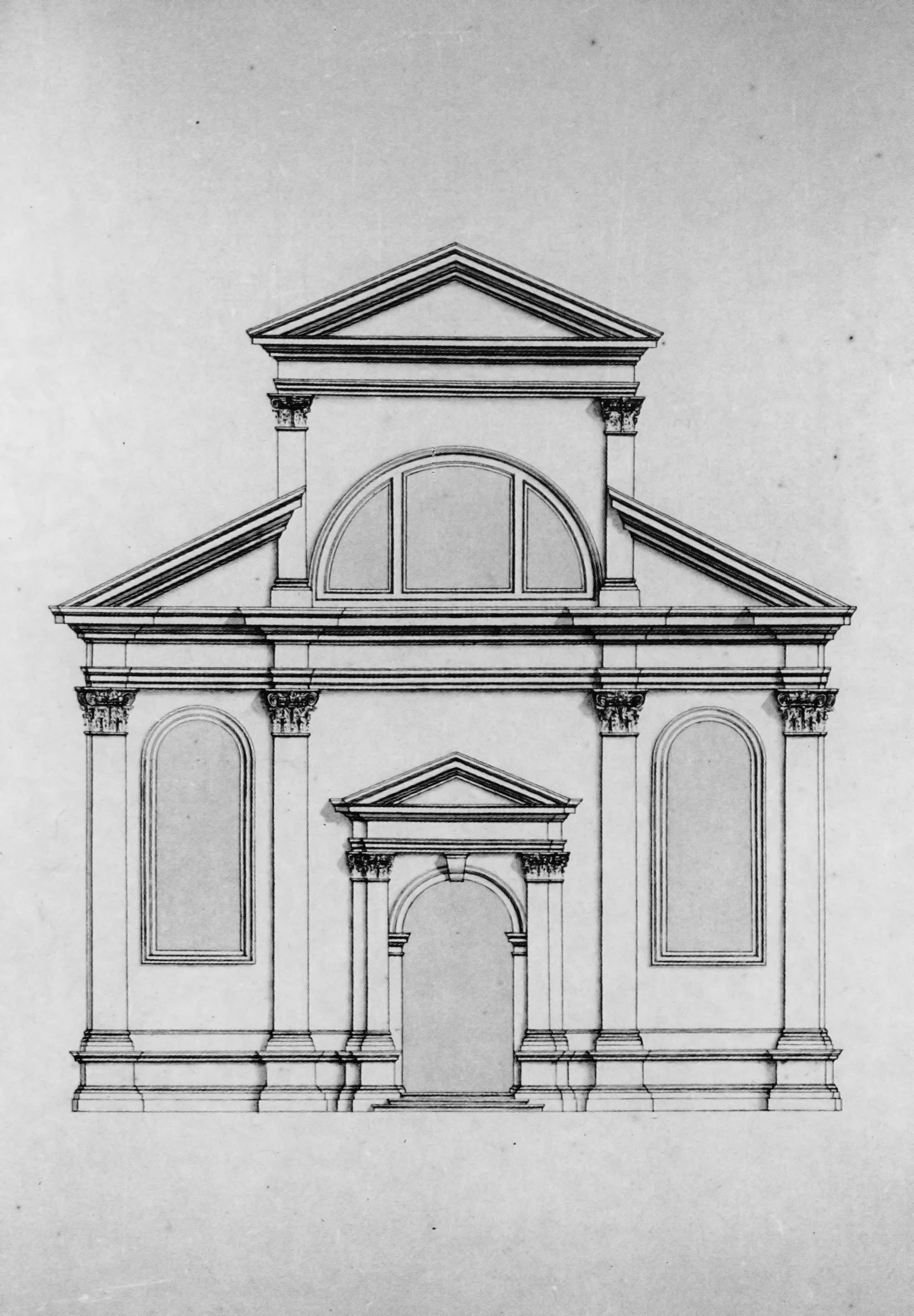
Antonio Visentini, ''Facciata della chiesa di Santa Maria Nova'', 1760 circa, Londra, Courtauld Institute of Art
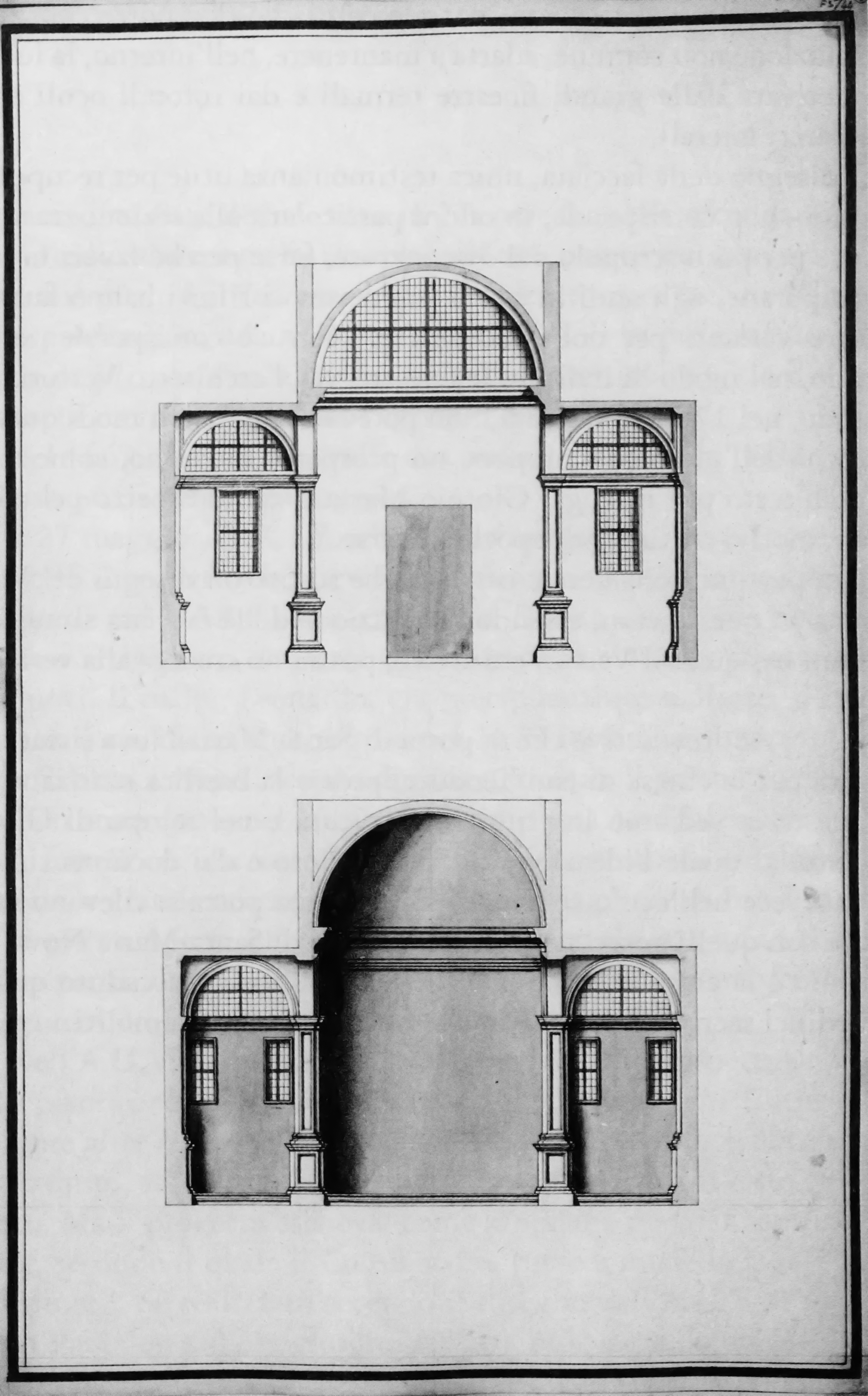
Antonio Visentini, ''Sezioni trasversali della chiesa di Santa Maria Nova'', 1760 circa, Londra, Royal Institute of British Architects
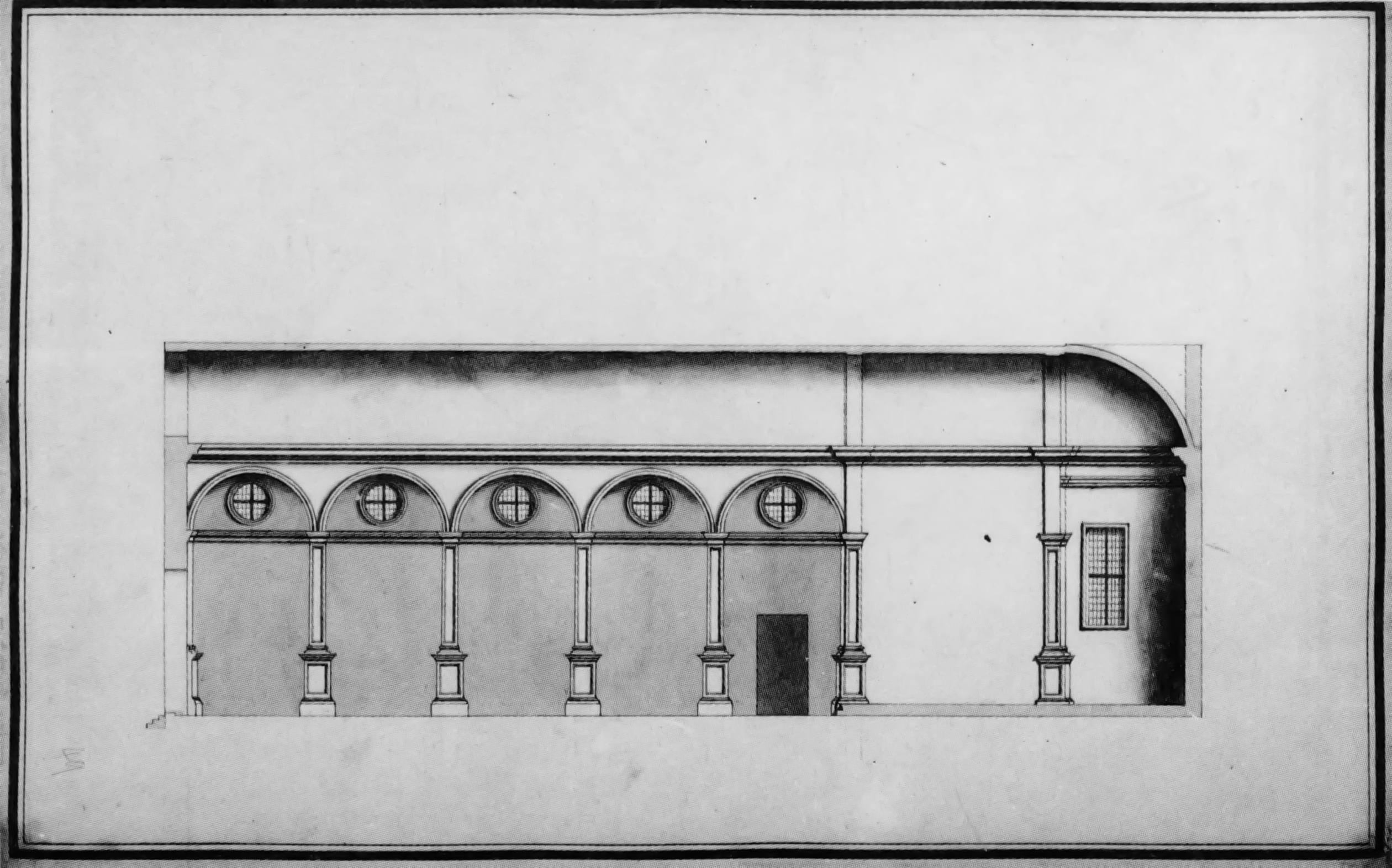
Antonio Visentini, ''Sezione longitudinale della chiesa di Santa Maria Nova'', 1760 circa, Londra, Royal Institute of British Architects
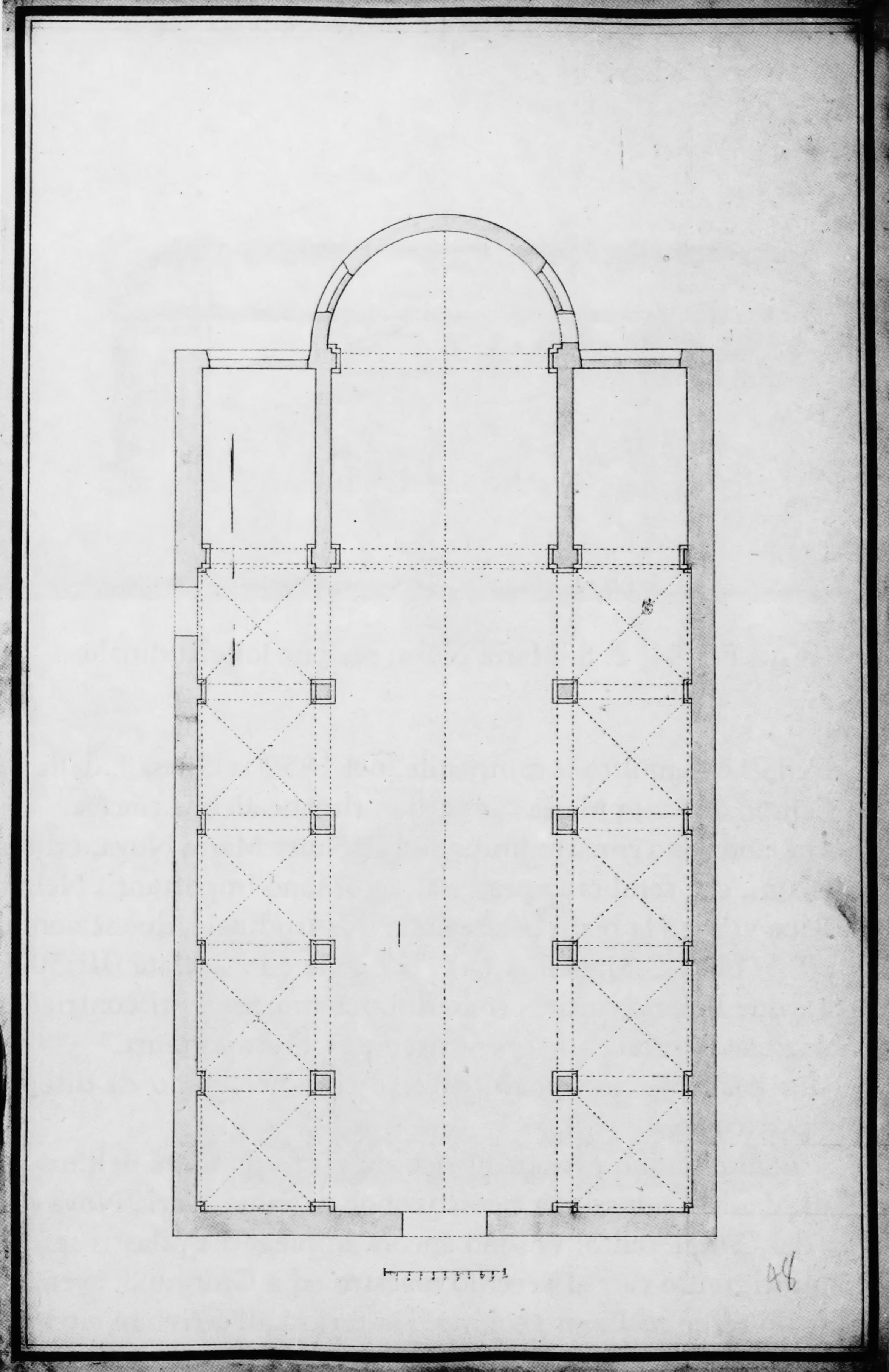
Antonio Visentini, ''Pianta della chiesa di Santa Maria Nova'', 1760 circa, Londra, Royal Institute of British Architects
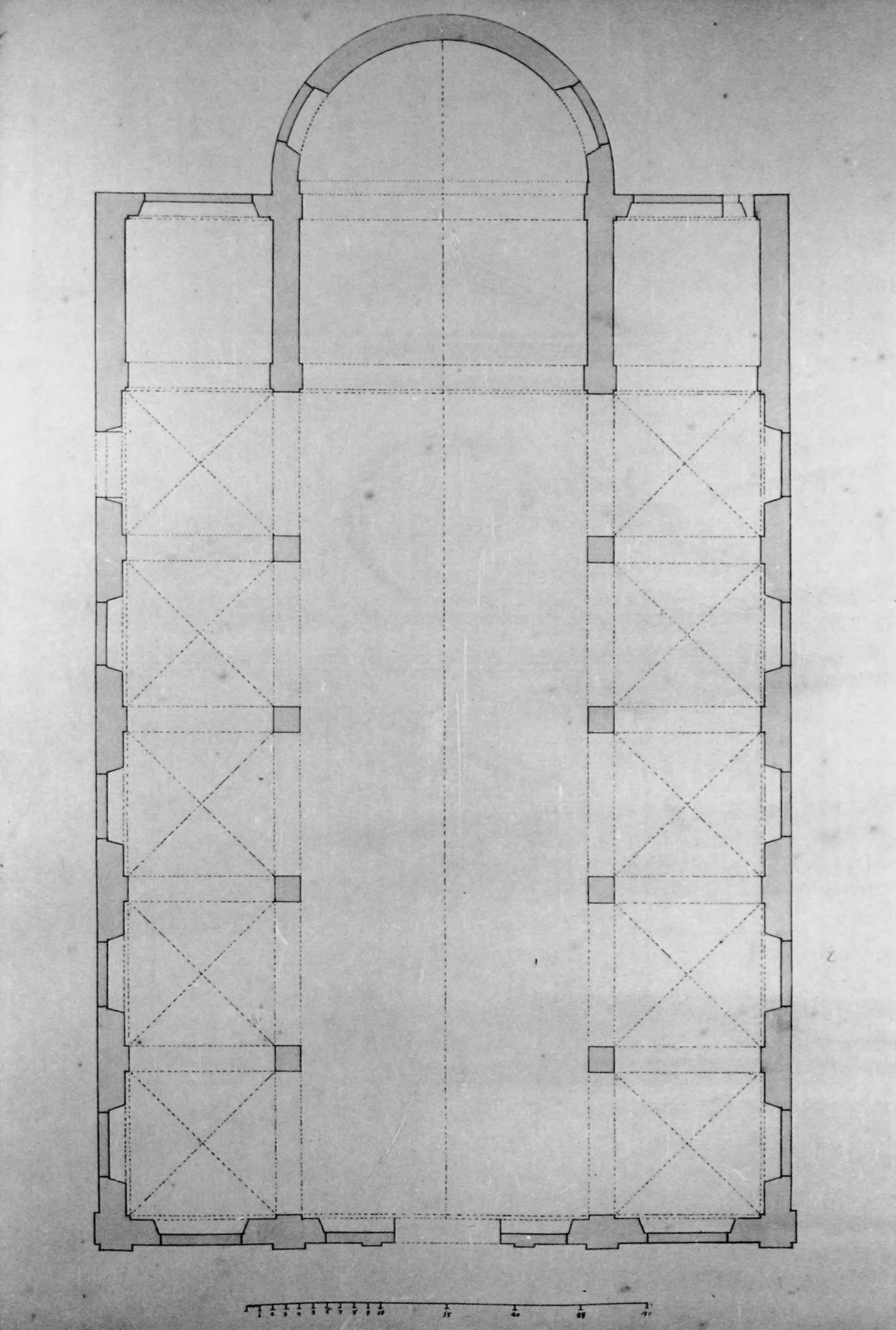
Antonio Visentini, ''Pianta della chiesa di Santa Maria Nova'', 1760 circa, Londra, Courtauld Institute of Art
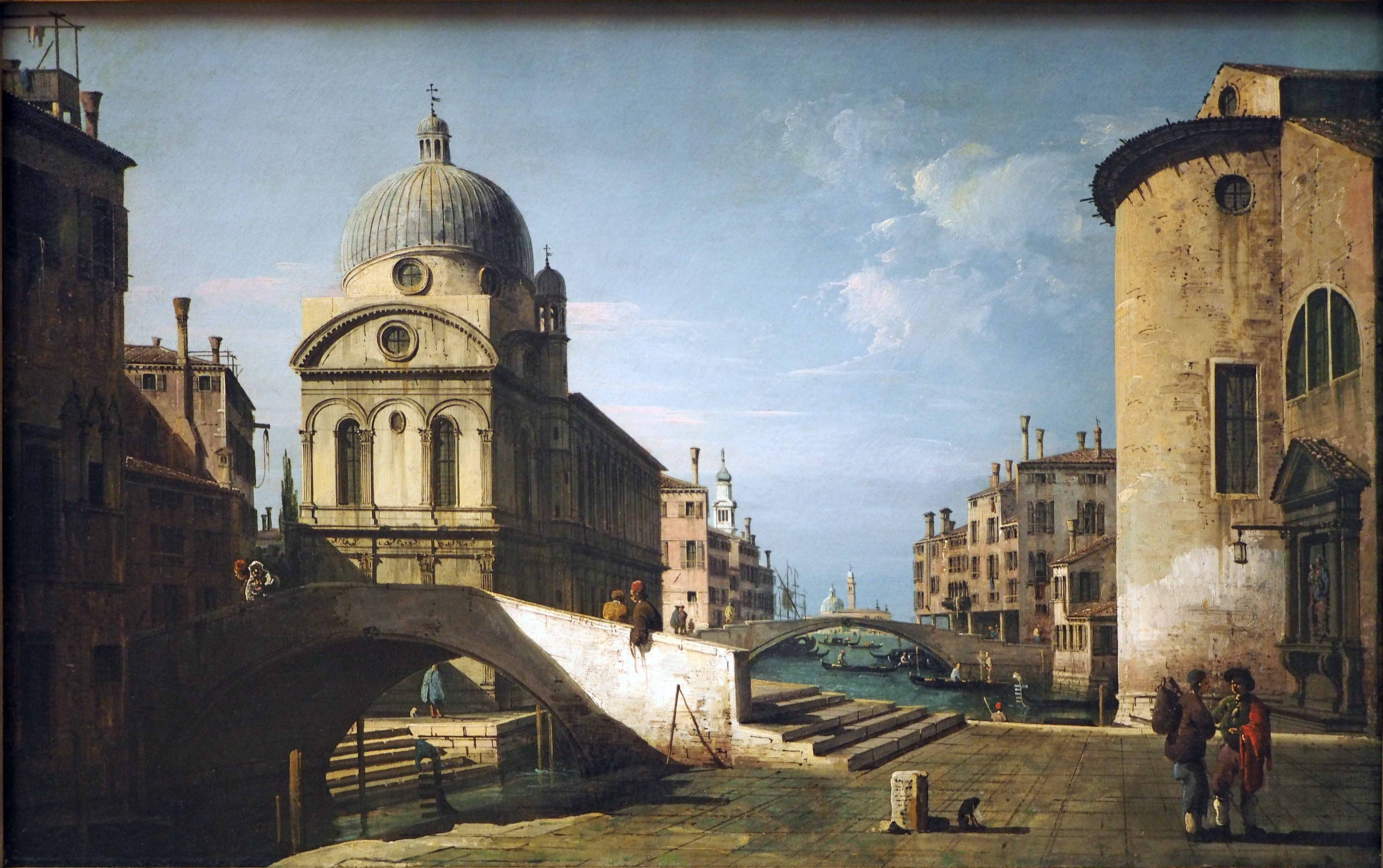
Bernardo Bellotto, Capriccio veneziano con veduta di Santa Maria dei Miracoli, 1740 circa, olio su tela, 41x66, Hannover, Niedersächsisches Landesmuseum

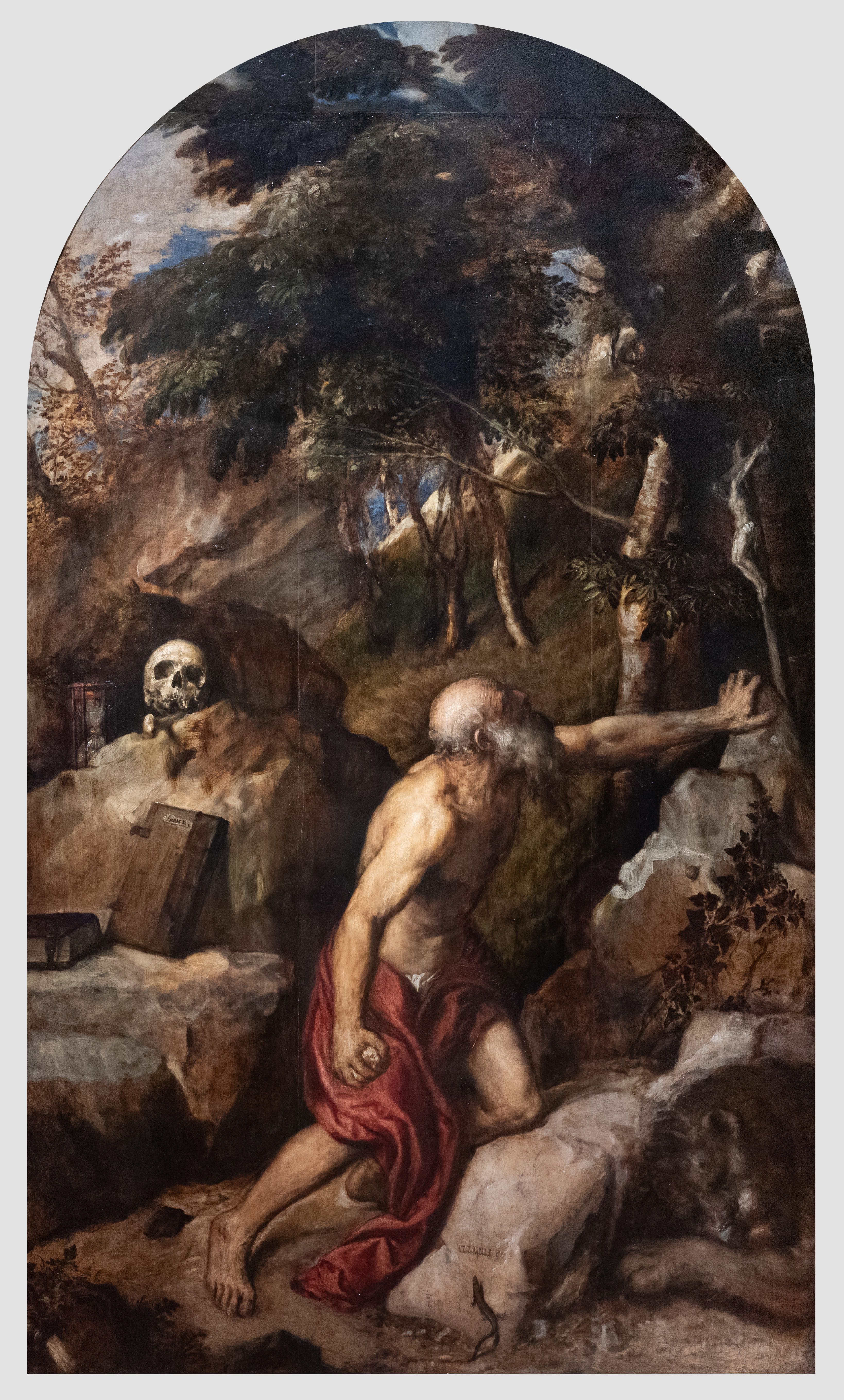
Tiziano Vecellio, San Girolamo Penitente, 1556-1562, olio su tela, 235x125 cm, Milano, Pinacoteca di Brera, già su un altare laterale della chiesa

Per gli arredi gli altari e le opere che li ornavano possiamo fare invece riferimento principalmente alle guide del Boschini e dello Zanetti.
Sansovino nel 1581 invece la ricorda «restaurata ne tempi nostri, & riccamente abbellita di ornamenti nobili» e qualche altra opera considerata insigne come quella sul primo alla sinistra il San Girolamo penitente di Tiziano (ora nella Pinacoteca di Brera). Da altre fonti sappiamo che era seguita isolata sulla parete da una copia dalla Deposizione di Cristo del Tiziano ad opera di Francesco Marcoleoni, opera lasciata indeposito dalle Gallerie dell'Accademia alla Chiesa Sant'Andrea a Romagnano. Sul secondo altare di proprietà della congregazione di sacerdoti di San Vittore era una particolare pala realizzata a mosaico il San Vittore e i confratelli, 1559 realizzato da Francesco e Valerio Zuccato su cartone di Bonifacio de Pitati, ora di proprietà delle Gallerie dell'Accademia ma in deposito al Tesoro di San Marco.
La cappella absidale sinistra, dedicata alla Beata Vergine, conteneva un reliquia del sangue di Gesù in un reliquiario di argento dorato e cristallo di rocca ora trasferito Tesoro di San Marco, quanto alla pala della Passione di Cristo, dipinta da Giovanni Battista Lorenzetti ne è ignoto il destino.

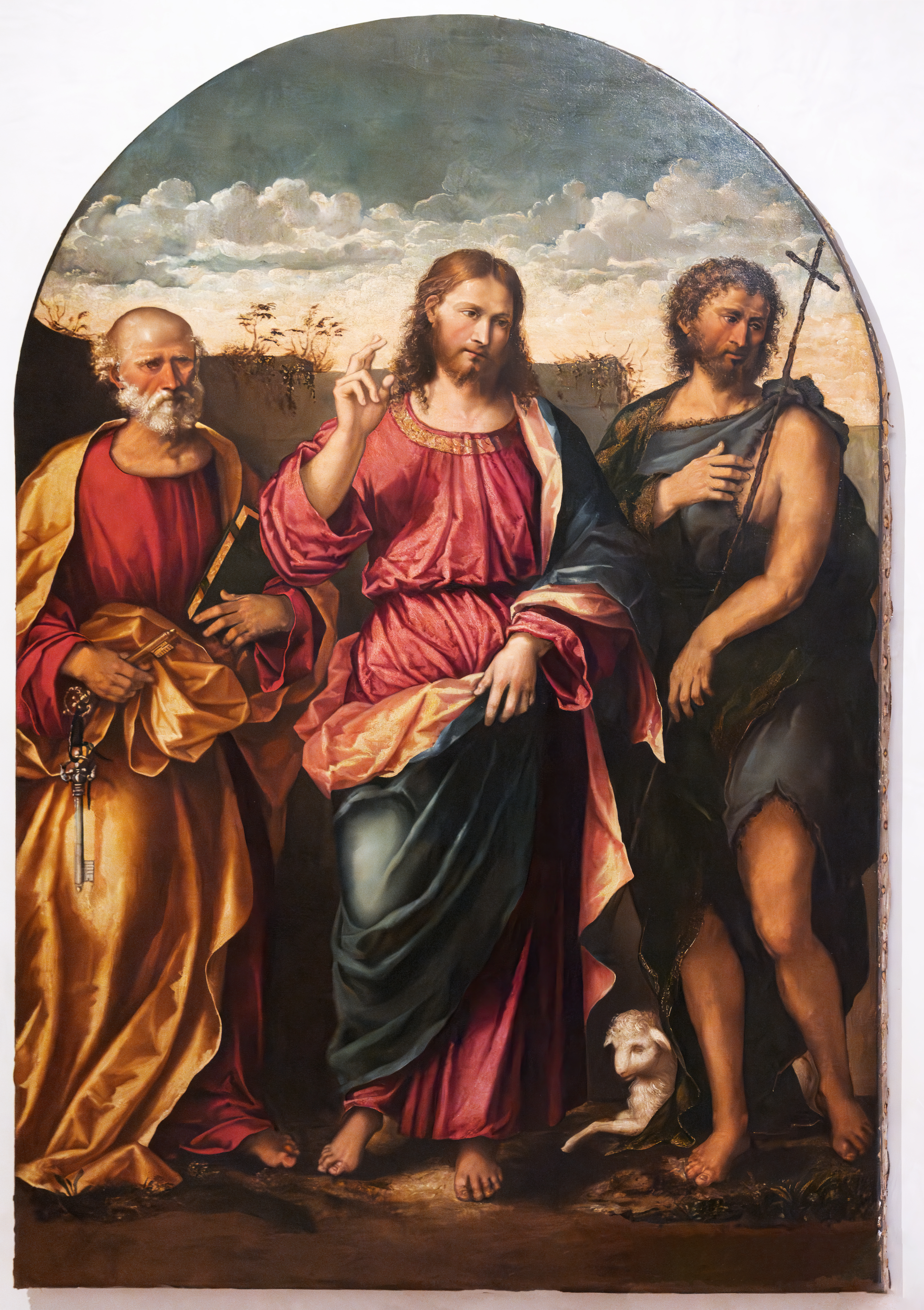
Rocco Marconi, Cristo benedicente tra i santi Giovanni Battista e Pietro, Venezia, Gallerie dell'Accademia

La cappella maggiore aveva un soffitto dipinto, probabilmente a fresco, dal Segala «(gl'angioli tra gl'archi delle colonne, ed i nicchi con vari Santi dalle parti, e sopra gl' Altari con varj belli puttini»), l'altare maggiore – quello restaurato ai primi del Seicento – venne smontato e trasferito con il suo tabernacolo nella chiesa della Santissima Trinità di Spresiano, la pala che lo ornava, un Assunzione del Montemezzano è ora invece nella chiesa di San Pietro Apostolo a Fontanelle. Oltre a questo vi erano esposti quattro quadri alle pareti: il Miracolo del Santissimo Sacramento di Angelo Lion (ora nella chiesa dei Santi Maria Assunta e Cassiano a Cordignano); un'Annunciazione di Pietro Mera dal destino ignoto; la Visitazione del Padovanino ora alle Gallerie dell'Accademia e la Caduta della Manna di Filippo Zanimberti che assegnata al duomo di Valdobbiadene venne distrutta assieme a parte della chiesa durante la prima guerra mondiale.
La cappella absidale destra conteneva il fonte battesimale che fu trasferito in una chiesa non determinata di Treviso. Inoltre sull'altare era la pala del Cristo benedicente e i Santi Pietro e Giovanni Battista di Rocco Marconi che risultava già sostituita nel 1733 assieme al paliotto dipinto dallo stesso, in realtà trasferita nella sacresti è ora alle Gallerie dell'Accademia; alle pareti laterali eranoun San Giovanni Battista che predica nel deserto e una Predicazione di Sant'Antonio del Segala (ambedue dispersi).
Il primo altare verso il presbiterio a destra conteneva la pala dei Santi Filippo, Michele Arcangelo, Domenico e altri dipinta di Pietro Mera, mentre il secondo altare a destra portava la pala musiva di San Pietro Acotanto, commissionata da Flaminio Corner nel 1776, ambedue opere disperse. 
La chiesa ospitava anche il banco della Scuola del Santissimo Sacramento sopra il quale era esposta la Resurrezione di Leonardo Corona e ai due lati della finestra sovrastante un San Rocco e una Maddalena dello stesso pittore. 
Zanetti nel 1771 segnalava nella sagrestia, oltre alla citata pala del Marconi che invece ignorava, anche una piccola Madonna con l'Angelo Custode di Polidoro da Lanciano. 
L'organo a canne conservato in questa chiesa, costruito dal celebre organaro Gaetano Callido nel 1780, venne acquistato prima del 1823 dalla chiesa di Santa Maria Maggiore di Dardago. dove è tutt'ora conservato.